# شهرستان سیروان
شهرستان سیروان (کردی: شارستانی سیروان) یکی از شهرستان‌های استان ایلام ایران است. مرکز این شهرستان، شهر لومار است.
این شهرستان در تاریخ ۱۹ شهریور ۱۳۹۱ از شهرستان شیروان و چرداول جدا شد و مستقل گردید.

## موقعیت جغرافیایی
شهرستان سیروان از شمال با شهرستان چرداول، از شرق با شهرستان کوهدشت استان لرستان، از جنوب شرقی با شهرستان بدره، از جنوب با شهرستان ایلام و از غرب با شهرستان‌های ایوان و چوار همسایه است.

## تقسیمات کشوری
شهرستان سیروان دارای ۲ بخش، ۴ دهستان و ۲ شهر به شرح زیر است:

### شهرستان سیروان
| بخش    | مرکز بخش | جمعیت بخش ۱۳۹۵ | نام دهستان | مرکز دهستان | جمعیت دهستان ۱۳۹۵ | شهر    | جمعیت شهر ۱۳۹۵ |
| ------ | -------- | -------------- | ---------- | ----------- | ----------------- | ------ | -------------- |
| مرکزی  | لومار    | ۷٬۱۵۲ نفر      | رودبار     | ظهیری علیا  | ۲٬۸۷۲ نفر         | لومار  | ۲٬۶۹۶ نفر      |
| مرکزی  | لومار    | ۷٬۱۵۲ نفر      | لومار      | لومار       | ۱٬۵۸۴ نفر         | لومار  | ۲٬۶۹۶ نفر      |
| کارزان | کارزان   | ۷٬۲۵۲ نفر      | زنگوان     | شهرک سرتنگ  | ۳٬۳۶۰ نفر         | کارزان | ۶۵۷ نفر        |
| کارزان | کارزان   | ۷٬۲۵۲ نفر      | کارزان     | کارزان      | ۳٬۲۳۵ نفر         | کارزان | ۶۵۷ نفر        |

## مردم‌شناسی
مردم شهرستان سیروان، پیرو دین اسلام و مذهب شیعه دوازده‌امامی هستند؛ همچنین مردم این شهرستان، کرد هستند و به زبان کردی کلهری سخن می‌گویند.
مردم شهرستان سیروان از ایلات خزل، لک، زنگوان، زنگنه و کلهر می‌باشند.
شایان ذکر است که مردم این شهرستان علاوه بر کشاورزی و دامداری به‌طور سنتی به تجارت و بازرگانی اشتغال دارند و قبل از پیروزی انقلاب اسلامی بخش زیادی از آن‌ها در شهرهای عراق، به تجارت مشغول بوده‌اند ولی با تیره شدن روابط ایران و عراق، بخشی از کردها به اجبار از کشور عراق اخراج شده و عموماً ساکن در اینجا شده‌اند. از دهه شصت بخش زیادی از مردم این شهرستان به تهران مهاجرت کرده و در اصناف مختلف بازار بزرگ تهران حضور چشمگیری دارند. در سال‌های اخیر چند هزار نفر از مردم این خطه به کشورهای استرالیا، سوئد، انگلیس، آلمان و … مهاجرت کرده‌اند.

## جمعیت
بر پایه سرشماری عمومی نفوس و مسکن در سال ۱۳۹۵، جمعیت شهرستان سیروان برابر با ۱۴٬۴۰۴ نفر بوده است.